# Ssangchaek-myeon
Ssangchaek-myeon (koreanska: 쌍책면) är en socken i Sydkorea. Den ligger i kommunen Hapcheon-gun i provinsen Södra Gyeongsang, i den centrala delen av landet, 250 km söder om huvudstaden Seoul.